# Polyrhachis tubericeps
Polyrhachis tubericeps é uma espécie de formiga do gênero Polyrhachis, pertencente à subfamília Formicinae.